# ایستگاه ساینس سنتر
ایستگاه ساینس سنتر (انگلیسی: Science Centre station) یک ایستگاه قطار سبک شهری در حال ساخت در خط ۵ اگلینتون، بخشی از سیستم متروی تورنتو است.